# Pseudolaguvia virgulata
Pseudolaguvia virgulata — вид сомоподібних риб родини Sisoridae. Описаний у 2010 році.

## Поширення
Ендемік Індії. Поширений у басейні річки Барак у штаті Мізорам.

## Опис
Дрібна рибка, завдовжки 2,9 см.